# La Iglesia de Jesucristo de los Santos de los Últimos Días en Albania

Los líderes de la IJSUD visitaron Albania por primera vez en 1992.

La Iglesia de Jesucristo de los Santos de los Últimos Días fue oficialmente establecida en Albania en 1992.

## Historia
Los líderes de La Iglesia de Jesucristo de los Santos de los Últimos Días visitaron Albania en 1991 y enviaron los primeros misioneros a tiempo completo en junio de 1992. Estos incluían cuatro misioneros que rezaran y una pareja que ayudó con proyectos agrícolas. Los cuatro misioneros habían servido en áreas de habla alemana. Se encontraron en Viena el 11 de junio de 1992 con su presidente de misión, Kenneth Reber. Viajaron desde Viena directamente a Albania en un vuelo de Tyrolian Airlines. En dicho vuelo, se encontraron con una persona que no dejaba de fumar en el avión, quien resultó ser Dhimitër Anagnosti, Ministro de Cultura y Religión de Albania, quien les ayudaría dejándolos libertad para hablar por la calle y resolviendo malentendidos con la policía.
Una vez llegados el 12 de junio de 1992, los élderes empezaron a estudiar albanés.
Una mormona que llegó antes que los misioneros había hablado con tres albaneses para que enseñaran la lengua a los misioneros en la Universidad de Tirana. Las clases duraban entre seis y ocho horas al día, cinco días a la semana. Por las tardes, los misioneros ofrecían ayuda humanitaria o hablaban sobre la Iglesia con personas anglófonas.
Al principio, la gente se acercaba por la calle a los misioneros, pero por el mero hecho de decir que habían hablado con un americano más que tener interés por la religión mormona. Para ver si estaban interesados, les invitaban a la iglesia el domingo siguiente (más de la mitad de los invitados acudían).
A pesar de las dificultades, antes de un mes se convirtió la primera persona al mormonismo. Era Blendi Kokona. Cuando fue a la iglesia por primera vez, no sabía que se encontraba en una misa. Se "aburría al leer la Biblia" pero leyó el Libro de Mormón (en italiano porque no había traducción al albanés) y lo encontró "interesante".
El 25 de julio de 1992 se encontró que Blendi Kokona estaba preparado para el bautismo. Fue bautizado en una fuente de dos pies de profundidad delante de 30 personas.
Los misioneros se dieron cuenta de que era más exitoso hablar con los jóvenes ya que los ancianos aún recordaban las persecuciones religiosas que hubo durante el gobierno comunista.
Blendi Kokona recibió el sacerdocio aarónico el 16 de agosto de 1992. El 25 de noviembre de ese mismo año, él y Altin Galanxhi recibieron el sacerdocio de Melquisedec. El 2 de febrero de 1993 había suficientes ostentadores del sacerdocio como para crear una presidencia de rama totalmente albanesa.
El 23 de abril de 1993 el élder Oaks dedicó Albania para predicar el evangelio.
En el verano de 1994 los misioneros americanos abandonaron el país y los albaneses empezaron a servir misiones en otras partes del mundo.
En 1994, Albania fue incluida entre las naciones del Este europeo que recibieron remesas y suministros de ayuda de la Iglesia. Los líderes de la Iglesia establecieron la Misión Albania Tirana en julio de 1996. La primera pareja mormona albanesa se casó en el Templo de Fráncfort, en Alemania, en abril de 2000.